# Luxemburgische Fußballnationalmannschaft/Olympische Spiele
Die luxemburgische Nationalmannschaft hatte ihr Debüt auf der olympischen Bühne bei den Spielen im Jahr 1920. Jedoch kam sie hier, wie auch bei den folgenden fünf Teilnahmen in Serie (wenn man die Spiele im Jahr 1932 ausnimmt, da es hier kein Turnier gab) nicht über das Achtelfinale hinaus.

## Ergebnisse bei den Olympischen Spielen

### 1920
Bei der ersten Teilnahme spielte man gegen die Niederlande und verlor nach einem 0:1 zur Halbzeit am Ende mit 0:3.

### 1924
Bei den Spielen im Jahr 1924 stieg man gleich zum Achtelfinale ein, unterlag hier jedoch mit 0:2 dem Königreich Italien, welche sich zuvor in der Vorrunde gegen Spanien durchgesetzt hatten.

### 1928
Diesmal hatte man es im Achtelfinale mit Belgien zu tun und konnte erstmals auch selbst einige Tore erzielen. So ging die belgische Mannschaft zuerst mit 0:3 bis zur 23. Minute in Führung, worauf Luxemburg mit drei Toren bis zur Halbzeit das Ergebnis wieder ausglich. Debüttorschütze bei den Olympischen Spielen wurde somit Guillaume Schütz mit seinem Tor zum 1:3 in der 31. Minute. In der zweiten Halbzeit erhöhte aber die gegnerische Mannschaft dann doch noch mit zwei Toren, womit diese Partie mit einer 3:5-Niederlage für Luxemburg endete.

### 1936
Im Achtelfinale der Olympischen Spiele 1936 war der Gegner das Deutsche Reich, welches nach einer 2:0-Führung zur Halbzeit am Ende noch mit 9:0 über die Luxemburger gewann.

### 1948
Bei den ersten Olympischen Spielen im Jahr 1948 stieg Luxemburg bereits zur Vorrunde ein, hier gelang dann diesmal auch der erste Sieg bei einem olympischen Turnier, mit seinem 6:0-Sieg über Afghanistan. Im Achtelfinale traf die Mannschaft dann auf Jugoslawien, gegen welche man zur Halbzeit dann sogar mit 1:0 führte. Jedoch endete die Partie schließlich mit einer 1:6-Niederlage.

### 1952
Auch bei den Spielen im Jahr 1952 startete die Mannschaft in der Vorrunde und schlug hier überraschen die britische Auswahl nach Verlängerung mit 5:3. Im Achtelfinale traf man dann auf Brasilien, gegen welche man jedoch nach einer 1:2-Niederlage ausschied.

### 1956
Erstmals hätte die Mannschaft zu den Spielen 1956 an einem Qualifikationsturnier teilnehmen. Es ist aber nicht bekannt, dass diese hieran auch wirklich teilnahm. Für das Turnier qualifizierte sich die Mannschaft auf jeden Fall nicht und fehlte damit erstmals seit sechs Austragungen.

### 1960
In der Qualifikation wurde die Mannschaft in die Gruppe 6 der europäischen Qualifikation gesetzt. Da nur der Gruppensieger sich für das Turnier qualifizierte, reichte der zweite Platz hinter Frankreich nicht aus. Jedoch gelangen immerhin vier Punkte durch 0:0 gegen die Schweiz sowie ein 5:3-Sieg über Frankreich.

### 1964
Bei dem Qualifikationsturnier für die Spiele 1964 wurde das Team für die 1. Runde gegen Bulgarien gelost, zog sich vor dessen Austragung jedoch zurück.

### 1968
Es ist nicht bekannt, ob die Mannschaft an der Qualifikation für die Spiele 1968 teilnahm.

### 1972
In der Qualifikation für die Spiele 1972 bekam es Luxemburg in der 1. Runde mit Österreich zu tun. Nach einem 1:0-Sieg im Hinspiel ging das Rückspiel aber mit 2:3 verloren. Dadurch durfte Österreich anstatt Luxemburg in die nächste Runde vorrücken.

### 1976
Bei den Spielen 1976 bekam es die Mannschaft mit den Niederlanden in der ersten Runde der Qualifikation zu tun und verlor gegen diese jeweils mit 0:1 und 1:2.

### 1980 bis 1988
Von der Qualifikation für die Spiele 1980 und danach ist keine Teilnahme der Mannschaft bekannt.

### Seit 1992
Seit den Spielen 1992 werden die europäischen Startplätze bei den Spielen über die Platzierung bei der U-21-Europameisterschaft vergeben. Da sich die U-21 bislang für diese noch nie qualifiziert hat, nahm man seitdem damit auch nie mehr an einem Turnier bei den Olympischen Sommerspielen teil.